# Дж. Дж. Джилинджер
Дж. Дж. Джи́линджер (латыш. Dž. Dž. Džilindžers, наст. имя — Ра́ймонд Ру́пейкс (латыш. Raimonds Rupeiks); род. 8 марта 1966) — латвийский театральный режиссёр. Главный режиссёр Театра Дайлес.

## Биография
Раймонд Рупейкс родился 8 марта 1966 года в городе Ленинский Казахской ССР в семье служащих. Отец — инженер-проектировщик, мать — экономист.
Окончил 3-ю Екабпилсскую среднюю школу (1983), учился в Рижском политехническом институте (1984—1987) и на театральном отделении Латвийской академии культуры (1993—1997).
Работал в рижской Школе основ актёрского мастерства Л. Стиебры, стажировался у латвийского режиссёра и театрального педагога Ольгерта Кродерса. Один из основателей авангардного театрального объединения «Nepanesamā teātra arteļa» (1996). С 1997 года режиссёр и впоследствии с 2011 года главный режиссёр Театра Дайлес.

## Творчество
Дипломной работой Дж. Дж Джилиндера стал спектакль «Эмма Бовари», поставленный по мотивам романа Гюстава Флобера и рассказу Вуди Аллена «Образ Сиднея Кугельмаса» в независимом театре «Скатуве» (1995). Со спектаклем «Чёрный монах» по рассказу А. П. Чехова он принял участие в Международном фестивале нового театра Homo Novus в Даугавпилсе (1995) и смотре молодых талантов «Art Gend — 96» в Дании (1996). Постановка пьесы российского драматурга Николая Якимчука «Хемингуэй, Сэлинджер, Беккет. Три товарища» была показана в рамках театрального фестиваля «Васильевский остров» в Санкт-Петербурге (2004). Также Дж. Дж Джилиндер неоднократно был соискателем ежегодных латвийских театральных наград.
Для его творчества характерен элемент провокации. Часто предпочтение отдаётся тем пьесам, где исторические личности или литературные герои шокируют общество своим экстраординарным, парадоксальным поведением или восприятием мира. Для лучшего достижения поставленной цели, им используются: музыка, стилизованные движения актёров, броские театральные костюмы, экспрессивные мизансцены, резкий свет, микрофоны для усиления голоса и создание эффекта отчуждения.

## Театральные постановки

### Театр Дайлес
- 1997 — «Венера в мехах» по повести Леопольда фон Захер-Мазоха (совместно с Карлисом Аушкапом)
- 1997 — «Прогулка верхом по Боденскому озеру» Петера Хандке
- 1997 — «Три сестры. Не Чехов» Дж. Дж. Джилинджера
- 1998 — «Весёлая вдова» Дж. Дж. Джилинджера по оперетте Франца Легара
- 1998 — «Игра с огнём» Августа Стриндберга
- 1998 — «Швейк» по роману Ярослава Гашека
- 1999 — «Фернандо Крапп написал мне письмо» Танкреда Дорста
- 1999 — «Фауст. Deus Ex Machina» мюзикл Андриса Вилцанса по трагедии Гёте
- 2000 — «Дон Жуан Икс» вариации Дж. Дж. Джилинджера на тему Дон Жуана
- 2000 — «Новые похождения Швейка» по роману Ярослава Гашека
- 2000 — «Клара сюда больше не прилетит?» Юрия Скопа (совместно с Карлисом Аушкапом)
- 2001 — «Райский сад» Дж. Дж. Джилинджера по одноимённому роману Эрнеста Хемингуэя
- 2001 — «Завтра приезжает Флоринда» Даце Рукшане
- 2002 — «Кончерто гроссо No.2» Дж. Дж. Джилинджера
- 2003 — «Монологи вагины» Ив Энслер
- 2003 — «Что увидел дворецкий» Джо Ортона
- 2003 — «Горькие слёзы Петры фон Кант» на основе сценария Райнера Вернера Фасбиндера
- 2003 — «Дюймовочка» Яниса Лусенса, Нормуда Бельскиса и Даце Мицане-Залите
- 2003 — «Хемингуэй, Сэлинджер, Беккет. Три товарища» Николая Якимчука
- 2003 — «Аборт» по роману Ричарда Бротигана
- 2004 — «Пенелопа и Дик» Сомерсета Моэма (номинация «Лучшая постановка драматического спектакля»)
- 2004 — «Пьяный корабль» Николая Якимчука
- 2004 — «Прожект Людвика» Маргариты Первенецкой
- 2005 — «Меланхоличный вальс» Эмиля Дарзиня, Раймонда Паулса и Яниса Юрканса
- 2006 — «Распутник» Эрика-Эммануэля Шмитта
- 2006 — «Калигула» Альбера Камю (номинация и награда в категориях «Лучшая постановка драматического спектакля» и «Режиссёр года»)
- 2007 — «Ума не приложу, что делать с Гарри» Генри Миллера
- 2007 — «Дракула. Чужая кровь» рок-опера Андриса Вилцанса и Илмара Шлапинса
- 2007 — «Лолита» по роману Владимира Набокова— (номинация в категориях «Лучшая постановка драматического спектакля» и «Режиссёр года»)
- 2007 — «Интим» Дени Робера (номинация «Режиссёр года»)
- 2008 — «Псих» Генри Саттона
- 2008 — «Юлий. История одного маньяка» Ивана Вырыпаева
- 2008 — «Некрофил» по повести Габриэль Витткоп
- 2008 — «Пули над Бродвеем» Петра Розенфельда
- 2009 — «Два бедных румына, говорящих по-польски» Дороты Масловской
- 2009 — «Если узнает жена» Рэя Куни)
- 2009 — «Кнопка и Антон» Эриха Кестнера
- 2010 — «Безумная любовь» Норы Икстен
- 2010 — «Мария Стюарт» Фридриха Шиллера
- 2010 — «Иствикские ведьмы» Джона Апдайка
- 2010 — «Террорист» Марка Равенхилла
- 2011 — «Примадонны» Кена Людвига
- 2011 — «С мужем нелегко» Рэя Куни и Джона Чепмена
- 2012 — «Контракт» Франсиса Вебера
- 2012 — «Ромео и Джульетта» Уильяма Шекспира
- 2013 — «Онегин» мюзикл Карлиса Лациса, Яниса Элсберга и Эвиты Мамаи

### Новый Рижский театр
- 1997 — «Музыкант и проститутка» по роману «Шоша» Исаака Зингера
- 2001 — «Приглашение на казнь» по роману Владимира Набокова
- 2008 — «Садовник Камаль» Николая Якимчука

### Латвийский Национальный театр
- 2008 — «Поцелуй Иуды» Дэвида Хэйра (номинация «Режиссёр года»)
- 2009 — «Смех в темноте» по роману Владимира Набокова

### Лиепайский театр
- 2012 — «Размороженный» Вадима Корша
- 2012 — «Преступление и наказание» Леонида Андреева
- 2011 — «Вей, ветерок!» Карлиса Лациса, Яниса Элсберга и Эвиты Мамаи
- 2011 — «Ведьма» Карла Шенхера
- 2010 — «Ханана» Германа Грекова
- 2008 — «Дневник киллера» Денни Кинга
- 2006 — «Дама без камелий» Теренса Мервина Рэттигана
- 2009 — «Утиная охота» Александра Вампилова

### Московский драматический театр имени А. С. Пушкина
- 2009 — «Письмо счастья» по пьесе Танкреда Дорста «Фернандо Крапп написал мне письмо»

### Рижский русский театр имени Михаила Чехова
- 2009 — «Майзингер» Германа Грекова